# Вітторито
Вітторито (італ. Vittorito) — муніципалітет в Італії, у регіоні Абруццо,  провінція Л'Аквіла.
Вітторито розташоване на відстані близько 115 км на схід від Рима, 45 км на південний схід від Л'Акуїли.
Населення — 880 осіб (2014).

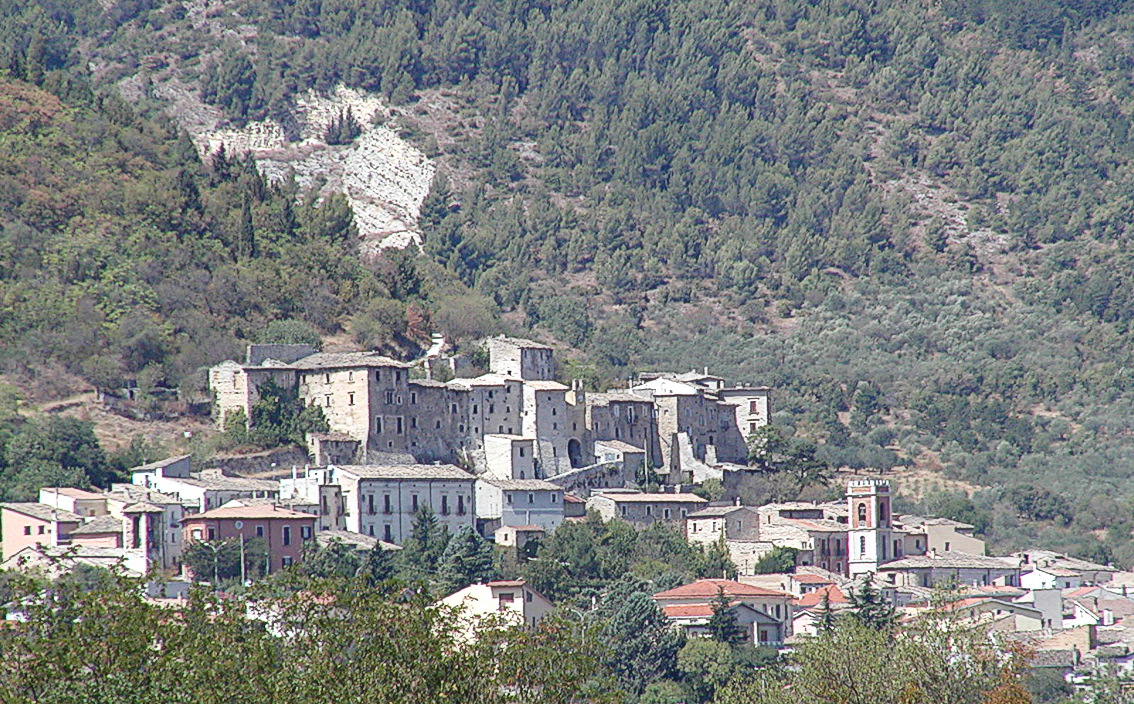

Щорічний фестиваль відбувається 3 лютого. Покровитель — святий Власій.

## Демографія
Населення за роками:

Станом на 1 січня 2023 року в муніципалітеті офіційно проживало 26 іноземців з 10 країн, серед них 7 громадян країн Євросоюзу та 2 громадяни України.

## Сусідні муніципалітети
- Корфініо
- Моліна-Атерно
- Пополі
- Раяно
- Сан-Бенедетто-ін-Перилліс